# Sebastian Englert (Pädagoge)
Sebastian Englert (* 13. Juli 1854 in Aschaffenburg; † 6. Juni 1933 in Eichstätt) war ein deutscher Pädagoge und römisch-katholischer Geistlicher.

## Leben
Englert nahm nach dem Besuch des Gymnasiums und Lyzeums in Aschaffenburg das Studium der Philosophie, Philologie und Geschichte an der Universität Würzburg auf, das er mit dem Staatsexamen abschloss. Zusätzlich qualifizierte er sich durch die Lehramtsprüfung für Stenographie und die Promotion zum Dr. phil.
Seine erste Anstellung erhielt er 1876 als Assistent am Gymnasium in Speyer. Von 1880 bis 1894 war er Gymnasiallehrer in Dillingen an der Donau, 1894 bis 1903 Gymnasialprofessor in Eichstätt, wo er bei Abwesenheit des durch die Politik in Anspruch genommenen Rektors Georg von Orterer auch die Rektoratsgeschäfte führte. Von 1903 bis 1907 leitete er als Rektor das Gymnasium in Dillingen. Verdienste erwarb er sich dort unter anderem durch die Gründung eines Unterstützungsfonds für arme Schüler. Von 1908 bis 1920 war Englert Rektor des Humanistischen Gymnasiums in Eichstätt. Am 1. Februar 1920 trat er in den Ruhestand. Englert galt als hervorragender Kenner der antiken Literatur und der neueren Sprachen Französisch, Italienisch und Englisch. Neben seiner Lehrtätigkeit verfasste er Bücher und Aufsätze zu literaturwissenschaftlichen, historischen und theologischen Themen. Bis an sein Lebensende beschäftigte er sich mit der Übersetzung der Göttlichen Komödie von Dante.
Seit dem 28. Dezember 1880 war Englert mit Berta Prechter (1862–1922) aus Neuburg an der Donau verheiratet. Aus der Ehe gingen 17 Kinder hervor, darunter der Missionar und Sprachforscher Sebastian Englert. Nach dem Tod seiner Frau nahm er mit fast 70 Jahren in Eichstätt das Studium der katholischen Theologie auf, wurde am 2. Juli 1924 zum Priester geweiht und verbrachte seine letzten Lebensjahre als Privatgeistlicher im Priesterstand. Zu den Veröffentlichungen nach seiner Priesterweihe gehören 16 Hefte der Reihe Volkstümliche Schriften für Haus und Heim (1926–1929). Sein Nachlass befindet sich in der Universitätsbibliothek Eichstätt-Ingolstadt (Nl 127).

## Werke
- Die Grafen von Truhendingen. Würzburg 1885. OCLC 215142820
- Fortunatus. Sang aus dem Donautal. Dillingen 1904. OCLC 162915163
- Kurzgefasste Inhaltsangabe und Aufbau der Iliade und der Odyssee. Zum Gebrauch beim Unterricht. 3., verbesserte und verm. Aufl. Leipzig/Berlin 1903. OCLC 41995981
- Der Bauernkrieg. Die Erhebung in Schwaben und Franken. Regensburg 1910. OCLC 19176016
- Kurzgefasste Darstellung der Rhetorik. Eichstätt 1910. OCLC 632700372
- Wilhelm Schmitz: Führer durch die Eichstätter Domkirche. 2., verbesserte Auflage, besorgt von Sebastian Englert. Brönner & Daentler, Eichstätt 1930. OCLC 72108567
- Schriftenreihe Volkstümliche Schriften für Haus und Heim. Brönner & Daentler, Eichstätt 1926–1929. 16 Hefte[3]